# Accra Lions FC
El Accra Lions FC es un club de fútbol de Ghana de la capital Acra. Fue fundado en 2015 y compite en la Primera División de Ghana (Division One), la segunda liga de fútbol del país.

## Historia
Fue fundado en el año 2015 en la ciudad de Acra, Ghana.
Después de dos años en la división "Greater Accra Division Two" lograron los Accra Lions clasificarse para la "Middle League", la cual es la ronda clasificatoria para llegar a la primera división.
En la "Middle League" lograron ganar todos los partidos, contra Emmanuel FC (4:1), R-Stakes (3:0) y Photizo Future Professionals (2:0) y de esta forma subir a la primera división (Ghana Division One).
El 28 de enero de 2018 se hizo público que los Accra Lions jugarían sus futuros partidos como local en el Accra Sports Stadium (Estadio Ohene Djan).
Desde 2018 participan en la Primera División de Ghana (Division One) y en la Copa de Ghana.

## Jugadores

### Jugadores destacados
- Jessie Jensen Guera Djou
- Osman Bukari
- Nasiru Moro
- Mohammed Lamine
- Rahim Ibrahim
- Joseph Amoah